# Hahake (Vavaʻu)
Hahake (tongaisch für Osten; früher auch Haʻalaufuli) ist einer der sechs Distrikte der Division Vavaʻu im Königreich Tonga im Pazifik. Im Jahr 2021 wurden 2151 Einwohner gezählt.

## Geographie
Der Distrikt liegt im Nordosten der Insel. Sein Südteil ist stark durch Lagunen gegliedert. Er grenzt im Westen an Leimatuʻa und im Süden an Neiafu.
| Dorf         | Einwohner (2021) |
| ------------ | ---------------- |
| Haʻalaufuli  | 424              |
| Haʻakio      | 135              |
| Houma        | 166              |
| Mangia       | 106              |
| Taʻanea      | 649              |
| Tuʻanekivale | 399              |
| Koloa        | 154              |
| Holeva       | 118              |